# Симор (Индијана)
Симор (енгл. Seymour) град је у америчкој савезној држави Индијана.

## Демографија
По попису из 2010. године број становника је 17.503, што је 598 (-3,3%) становника мање него 2000. године.
| Група             | 2000.          | 2010.          |
| Белци             | 16.608 (91,8%) | 14.805 (84,6%) |
| Афроамериканци    | 184 (1,0%)     | 223 (1,3%)     |
| Азијати           | 259 (1,4%)     | 210 (1,2%)     |
| Хиспаноамериканци | 877 (4,8%)     | 2.014 (11,5%)  |
| Укупно            | 18.101         | 17.503         |